# Ascara
Ascara (aragonesisch Araguás d'o Solano) ist ein spanischer Ort in den Pyrenäen in der Provinz Huesca der Autonomen Gemeinschaft Aragonien. Der Ort, der auf 745 Meter Höhe liegt, gehört zur Gemeinde Jaca. Ascara zählte 50 Einwohner im Jahr 2015.

## Geschichte
Der Ort wurde im Jahr 1027 erstmals urkundlich erwähnt.

## Einwohnerentwicklung
1842 = 105
1991 = 60
1999 = 47
2000 = 49
2003 = 46
2007 = 51
2008 = 57
2009 = 59
2010 = 52
2015 = 50

## Sehenswürdigkeiten
- Renaissance-Kirche Santos Reyes